# Nhà máy điện hạt nhân

Nhà máy điện hạt nhân trên thế giới.
Các nhà máy điện đang được vận hành, các nhà máy đang được xây mới.
Các nhà máy đang được vận hành, và kế hoạch sẽ được xây thêm mới.
Chưa có nhà máy điện hạt nhân, các nhà máy đang xây.
Không có nhà máy, dự định sẽ xây.
Đang vận hành và không có kế hoạch xây mới.
Đang vận hành và có kế hoạch tháo dỡ.
Năng lượng hạt nhân bị cấm.
Không có nhà máy.
.

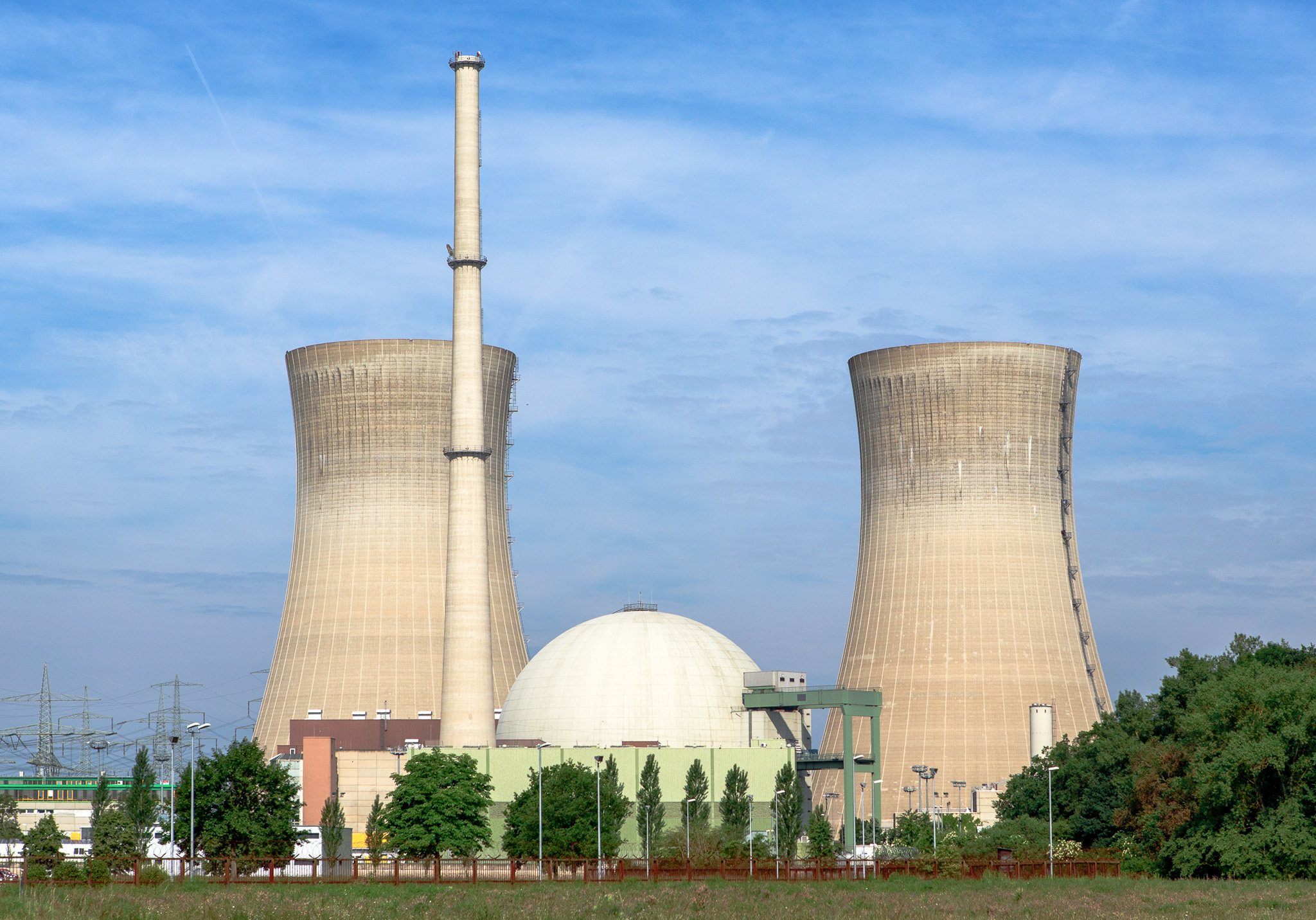
Nhà máy điện hạt nhân Grafenrheinfeld, Đức.

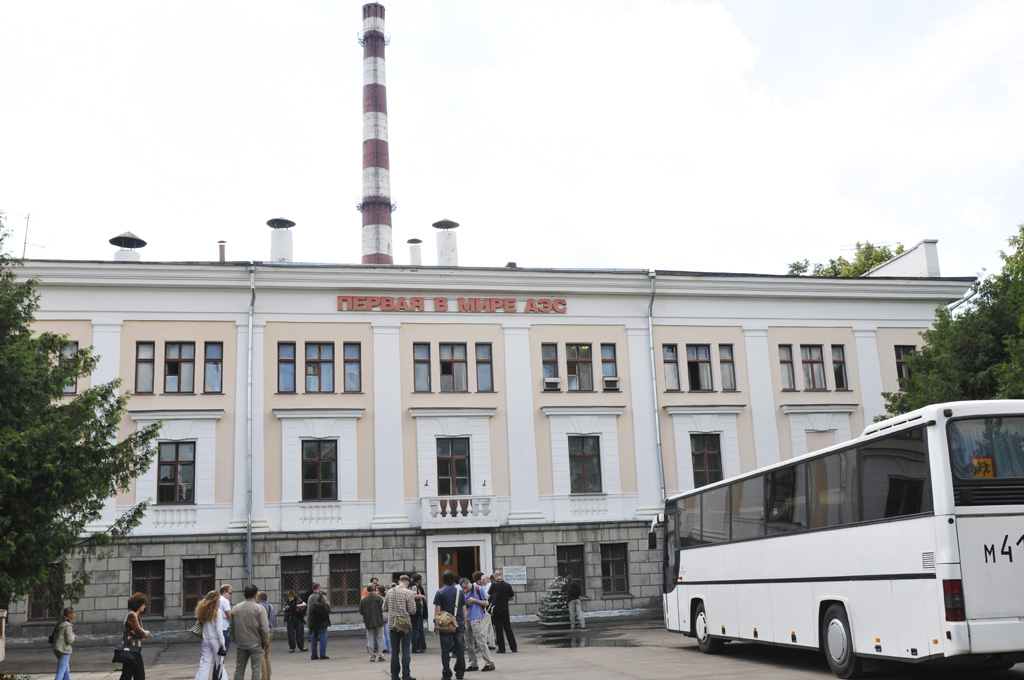
Nhà máy điện hạt nhân Obninsk, nhà máy điện hạt nhân đầu tiên trên thế giới của Nga.

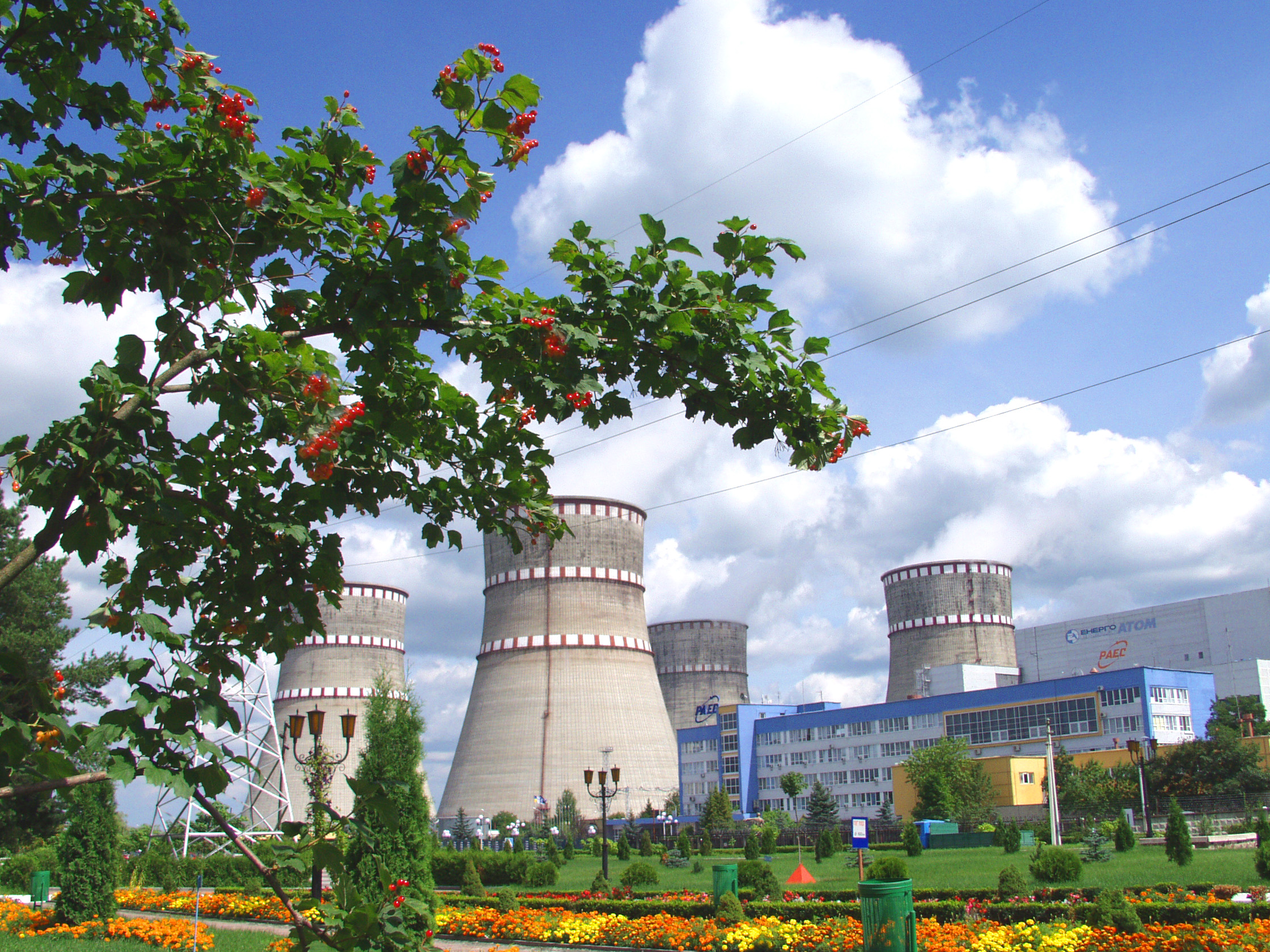
Nhà máy điện hạt nhân Rivnenskja, Ukraina.

Nhà máy điện hạt nhân hay nhà máy điện nguyên tử là một hệ thống thiết bị điều khiển kiểm soát phản ứng hạt nhân dây chuyền ở trạng thái dừng nhằm sản sinh ra năng lượng dưới dạng nhiệt năng, sau đó năng lượng nhiệt này được các chất tải nhiệt trong lò (nước, nước nặng, khí, kim loại lỏng...) truyền tới thiết bị sinh điện năng như turbin để sản xuất điện năng.

## Lịch sử phát triển
Điện được tạo ra bởi lò phản ứng hạt nhân lần đầu tiên vào ngày 3 tháng 9 năm 1948 tại Lò phản ứng Graphite X-10 ở Oak Ridge, Tennessee ở Hoa Kỳ.
Vào nửa sau thập niên 1940, trước khi ra đời quả bom hạt nhân đầu tiên của Liên Xô (thử nghiệm diễn ra ngày 29 tháng 8 năm 1949), các nhà khoa học Liên Xô đã bắt đầu xây dựng dự án đầu tiên để khai thác năng lượng hạt nhân với mục đích hòa bình, đây là những hướng đi quan trọng để giải quyết về vấn đề năng lượng đang rất hết sức cấp thiết trong tương lai.
Năm 1948, theo đề xuất của I. V. Kurchatov - người đi đầu trong lĩnh vực hạt nhân của Liên Xô - ông dẫn đầu nhóm nghiên cứu của mình bắt đầu những nghiên cứu đầu tiên về việc áp dụng thực tế năng lượng hạt nhân để thu được nguồn năng lượng điện .
Vào tháng 5 năm 1950 ở gần ngôi làng Obninsk thuộc tỉnh Kaluga (Liên Xô cũ) những công việc để xây dựng nhà máy điện hạt nhân đầu tiên được bắt đầu.
Nhà máy điện hạt nhân đầu tiên của thế giới công suất 5 MW đã hòa vào mạng lưới điện quốc gia ngày 27 tháng 6 năm 1954 ở Liên Xô, tại thành phố Obninsk thuộc tỉnh Kaluga. Tới năm 1958 thì lần lượt các nhà máy khác đi vào hoạt động, đầu tiên là tổ máy số 1 nhà máy điện hạt nhân Sibirskaya với công suất 100 MW, và về sau toàn bộ dự án được hoàn thành thì công suất lên tới 600 MW. Cũng trong năm đó nhà máy điện hạt nhân Beloyarskaya cũng được triển khai xây dựng, nhưng mãi tới ngày 26 tháng 4 năm 1964 thì tổ máy phát điện đầu tiên mới đi vào hoạt động. Tới tháng 8 năm 1964 thì khối 1 của nhà máy điện hạt nhân Novovoronezhskaya với công suất 210 MW mới được khởi công. Khối 2 với công suất 365 MW được khởi công vào tháng 12 năm 1969. Tiếp đến năm 1973 người ta khởi công nhà máy điện hạt nhân Leningradskaya.
Sau Liên Xô thì các nhà máy điện hạt nhân khác cũng được xây dựng, với nhà máy điện hạt nhân Calder Hall ban đầu cũng chỉ có công suất 46 MW được đưa vào vận hành ngày 27 tháng 8 năm 1956 tại Anh. Sau đó 1 năm, tại Mỹ nhà máy điện hạt nhân Beaver Valley với công suất 60 MW cũng được bắt đầu xây dựng tại Shippingport, Pennsylvania.
Năm 1979 xảy ra một sự cố nghiêm trọng tại Mỹ tại nhà máy điện hạt nhân Three Mile Island. Sau sự kiện đó Hoa Kỳ đã ngừng xây dựng các lò phản ứng, trong dự kiến tới năm 2017 sẽ xây dựng xong 2 lò phản ứng mới trong khu nhà máy cũ..
Vào năm 1986 xảy ra một thảm họa hạt nhân rất nghiêm trọng là sự cố nổ nhà máy điện hạt nhân Chernobyl. Ngoài những hậu quả trực tiếp như gây ô nhiễm phóng xạ các vùng lân cận, nó còn ảnh hưởng tới sự phát triển năng lượng hạt nhân. Điều này khiến toàn bộ các chuyên gia trên thế giới phải xem xét lại các vấn đề an toàn hạt nhân và suy nghĩ về sự hợp tác quốc tế với mục đích nâng cao an toàn trong khai thác, sử dụng năng lượng hạt nhân.
Ngày 15 tháng 5 năm 1989 tại cuộc họp sáng lập tổ chức tại Moskva, người ta đã thành lập Hiệp hội Thế giới các nhà vận hành nhà máy điện hạt nhân (WANO), một hiệp hội chuyên nghiệp quốc tế liên kết các tổ chức vận hành các nhà máy điện hạt nhân trên toàn thế giới. Hiệp hội đã đề ra nhiệm vụ soạn thảo và đưa ra kế hoạch phát triển, vận hành an toàn cho ngành điện hạt nhân trên toàn thế giới.
Nhà máy điện hạt nhân lớn nhất tại châu Âu — Nhà máy điện hạt nhân Zaporizhskaya tại thành phố Enerhodar (tỉnh Zaporizhia, Ukraina), được khởi công vào năm 1980, tới năm 1996 bắt đầu hoạt động với 6 tổ máy có tổng công suất 6 GW.
Nhà máy điện hạt nhân lớn nhất thế giới — Nhà máy điện Kashiwazaki-Kariwa (vận hành từ năm 2008) tại Nhật Bản, xây dựng tại thành phố Kashiwazaki, tỉnh Niigata. Người ta đưa vào vận hành 5 lò phản ứng nước sôi (BWR) và 2 lò phản ứng nước sôi tân tiến (ABWR), tổng công suất là 8,212 GW.
Sự cố nhà máy điện hạt nhân xảy ra gần đây nhất là sự cố nhà máy điện Fukushima 1 của Nhật Bản. Sự cố xảy ra vào tháng 3 năm 2011. Sự cố nhà máy điện Fukushima 1 xảy ra dưới tác động lớn của trận động đất, trận động đất đã phá hủy cấu trúc lò, hệ thống làm mát bị gián đoạn, các thanh nhiên liệu bị nóng chảy. Sự cố trên gây tác động rất nghiêm trọng về người và của. Nhất là một vùng rộng lớn bị nhiễm phóng xạ. Phóng xạ phát tán theo gió đến các vùng khác. Tại Việt Nam cũng đã đo được bụi phóng xạ tại sau vụ nổ nhà máy điện Fukushima.

## Sản xuất năng lượng điện
Với mục đích hòa bình là sản xuất năng lượng điện phục vụ cuộc sống, thì năng lượng điện hạt nhân đóng góp một phần không nhỏ trong ngành năng lượng:
- Mỹ (836,63 triệu KWh/năm), với 104 lò phản ứng hạt nhân (chiếm 20% tổng năng lượng điện)[2]
- Pháp (439,74 Triệu KWh/năm),
- Nhật Bản (263,83 Triệu KWh/năm),
- Nga (177,39 Triệu KWh/năm),
- Hàn Quốc (142,94 Triệu KWh/năm)
- Đức (140,53 Triệu KWh/năm).

## Hiện tại, tương lai và triển vọng
Nhà máy điện hạt nhân được xây dựng tại 31 quốc gia trên toàn thế giới. Trên thế giới năm 2014 đang có 388 lò phản ứng hạt nhân đang hoạt động với tổng công suất là 333 GW, Công ty TVEL của Nga cung cấp nhiên liệu cho 73 lò phản ứng trên tổng số 388 lò phản ứng (17 % thị trường thế giới).
Tuy vậy hiện có 45 lò phản ứng hạt nhân đã không sản xuất điện trong vòng hơn một năm rưỡi, đa phần trong số đó là của Nhật Bản.
Căn cứ vào báo cáo về tình trạng phát triển công nghiệp năng lượng hạt nhân vào năm 2014 thì sự phát triển đó đang có xu hướng giảm dần. Đỉnh điểm của sự phát triển được ghi nhận vào năm 2006 với mức năng lượng điện là 2,66 TW. Năng lượng hạt nhân năm 1996 chiếm 17,6% năng lượng điện toàn cầu và đã giảm xuống còn 10,8% năm 2013.
Hai phần ba các lò phản ứng hạt nhân được xây dựng tại Trung Quốc, Ấn Độ và Nga. Trong tương lai sẽ có rất nhiều nhà máy điện hạt nhân mới được xây dựng, nhưng đó vẫn là những vấn đề còn nóng hổi gây ra nhiều tranh cãi. Khi mà gần đây vào năm 2011 vụ nổ nhà máy điện hạt nhân Fukushima-1 tại Nhật Bản xảy ra. Nó làm dấy lên phong trào "có nên tiếp tục sử dụng điện hạt nhân hay không?". Nhưng trên quy mô toàn cầu thì trong vòng 20 năm tiếp theo sẽ có thêm 8 lò phản ứng mới được xây dựng thêm.
Theo nghiên cứu về thời gian làm việc của các lò phản ứng thì tuổi thọ trung bình của mỗi lò phản ứng hạt nhân là 28,5 năm. Lò phản ứng hạt nhân có tuổi thọ lớn nhất là tại Thụy Sĩ với hơn 45 năm làm việc. Hiện tại đã có 153 lò phản ứng ngừng làm việc, thời gian làm việc trung bình của các lò đó là 23 năm.
Viện sĩ Anatoly Alexandrov cho rằng "nguồn năng lượng hạt nhân khổng lồ ấy sẽ đem lại những lợi ích vô cùng to lớn cho nhân loại và giải quyết được một loạt các vấn đề cấp bách cho chúng ta".
Nga là nước đầu tiên trên thế giới xây dựng nhà máy điện hạt nhân nổi, cho phép giải quyết các vấn đề thiếu hụt năng lượng cho những vùng duyên hải xa xôi của đất nước này..
Còn tại Mỹ, Nhật Bản thì các nhà khoa học đang tiến hành nghiên cứu và phát triển những nhà máy điện hạt nhân cỡ nhỏ với công suất chỉ từ 10-20 MW nhằm phục vụ cho các mục đích khác nhau như cung cấp nhiệt, cung cấp điện cho các khu chung cư riêng lẻ, cho các khu sản xuất riêng biệt, và trong tương lai là cho các hộ gia đình. Với việc giảm công suất nhà máy điện xuống như thế, thì số lượng lò phải sản xuất là rất lớn. Đó cũng là một thách thức đang được đặt ra cho các nhà khoa học của Mỹ và Nhật Bản.

## Phân loại nhà máy điện
- Phân loại theo mục đích sử dụng (lò hạt nhân thí nghiệm, lò phản ứng hạt nhân thương mại)
- Phân loại theo chất tải nhiệt (lò khí, lò nước, lò kim loại......)
- Phân loại theo năng lượng của neutron (lò phản ứng neutron nhiệt, lò phản ứng neutron nhanh)
- Phân loại theo công suất
- Phân loại theo thế hệ lò

## Nguyên tắc hoạt động

Nguyên tắc làm việc của lò phản ứng nước áp lực (ВВЭР/PWR)

Trên hình đưa ra cho chúng ta biết nguyên tắc làm việc của nhà máy điện hạt nhân với 2 vòng tuần hoàn. Năng lượng nhiệt được sinh ra ở vùng hoạt của lò phàn ứng (nơi xảy ra quá trình phân hạch Uranium-235). Nhiệt được cung cấp cho chất tải nhiệt (chất mang nhiệt), được bơm tuần hoàn trong vòng tuần hoàn một. Tiếp đến chất tản nhiệt (khi đó đã mang nhiệt lượng) sẽ đi tới bộ phận trao đổi nhiệt (trong lò hơi). Ở đây sẽ xảy ra quá trình trao đổi nhiệt, nhiệt từ chất tải nhiệt sẽ được truyền cho nước ở vòng tuần hoàn hai thông qua bộ phận trao đổi nhiệt. Nước ở lò hơi được đung nóng và sôi, hơi nước được tạo thành trong quá trình sôi sẽ được dẫn tới Turbin, hơi nước làm cho Turbin quay, dẫn đến Rotor quay và sinh ra dòng điện.
Hơi nước sau khi đi qua Turbin sẽ tiếp tục đi vào bộ phận ngưng tụ, tại đây hơi nước được làm mát, và bị ngưng tụ tạo thành nước. Nước ngưng tụ được máy bơm bơm ngược lại lò hơi, và tiếp tục một chu kỳ mới.
Chất tản nhiệt ở vòng tuần hoàn 1 sau khi vào bộ phận trao đổi nhiệt, mất đi một phần nhiệt lượng, lại được máy bơm bơm ngược lại lò phản ứng và tiếp tục 1 chu kỳ mới.
Bộ phận bù áp suất là một bộ phận rất quan trọng và rất phức tạp, có nhiệm vụ đảm bảo áp suất ổn định cho lò phản ứng. Khi sự chênh lệch nhiệt độ của chất tản nhiệt sẽ dẫn đến sự thay đổi áp suất của lò phản ứng. Và bộ phận này phải có nhiệm vụ thay đổi một cách nhịp nhàng và nhanh chóng. Khi mà sự thay đổi nhiệt độ xảy ra rất nhanh khoảng từ 10−15 s đến 10−13 s (thời gian xảy ra của một phản ứng phân hạch). Đối với chất tản nhiệt là nước, thì bộ phận bù áp có một nhiệm vụ rất quan trọng, nhằm duy trì ổn định một áp suất cao (Lò PWR là 160 atm), giúp nước ở vòng tuần hoàn một không sôi.
Ngoài nước được sử dụng làm chất tản nhiệt, thì các chất tản nhiệt khác như CO2 được dùng tại Anh, nước nặng, kim loại lỏng như Natri, Chì, Thủy ngân... cũng được sử dụng. Natri được sử dụng trong lò phản ứng Neutron nhanh tại Nga với ba vòng tuần hoàn. Vòng một và vòng hai là Natri và vòng ba là nước nhẹ (nước từ bộ phận sinh hơi - turbin- bộ phận ngưng tụ). Sử dụng các kim loại lỏng sẽ tạo điều kiện cho việc đơn giản hóa lò phản ứng, khi đó bộ phận bù áp vốn rất phức tạp sẽ không còn cần thiết nữa.
Số vòng tuần hoàn của lò phản ứng được thay đổi tùy theo các loại lò khác nhau (Trên hình là loại lò PWR Nước- Nước). Ngoài ra tại Nga còn phát triển loại lò RBMK. Đây là loại lò một vòng tuần hoàn, nước được sôi ngay trên thanh nhiên liệu, tạo ra hơi nước sau đó tới Turbin.
Trong trường hợp không thể cung cấp một lượng nước lớn để làm lạnh hơi nước trong quá trình ngưng tụ, thì ở nhà máy điện được xây dựng hồ chứa nước và tháp ngưng tụ. Tháp có nhiệm vụ làm tăng quá trình đối lưu và quá trình ngưng tụ trong bộ phận ngưng tụ của lò. Tháp ngưng tụ đã trở thành một phần nổi bật của mỗi nhà máy điện hạt nhân.